# اچ‌ام‌اس نیجر (جی۷۳)
اچ‌ام‌اس نیجر (جی۷۳) (به انگلیسی: HMS Niger (J73)) یک کشتی بود که طول آن ۲۴۵ فوت ۳ اینچ (۷۴٫۷۵ متر) بود. این کشتی در سال ۱۹۳۶ ساخته شد.